# Ліга чемпіонів УЄФА
Ліга чемпіонів УЄФА (англ. UEFA Champions League) — щорічний футбольний турнір, що проводиться поміж європейськими клубами, які найбільш успішно виступили в національних чемпіонатах попереднього сезону. Турнір запроваджено УЄФА.
Від початку створення в 1955 році і до сезону 1991/92 змагання мало назву Кубок Європейських чемпіонів. Починаючи з сезону 1992/93 турнір отримав нинішню назву, хоча формат було змінено з сезону 1991/92.

## Історія

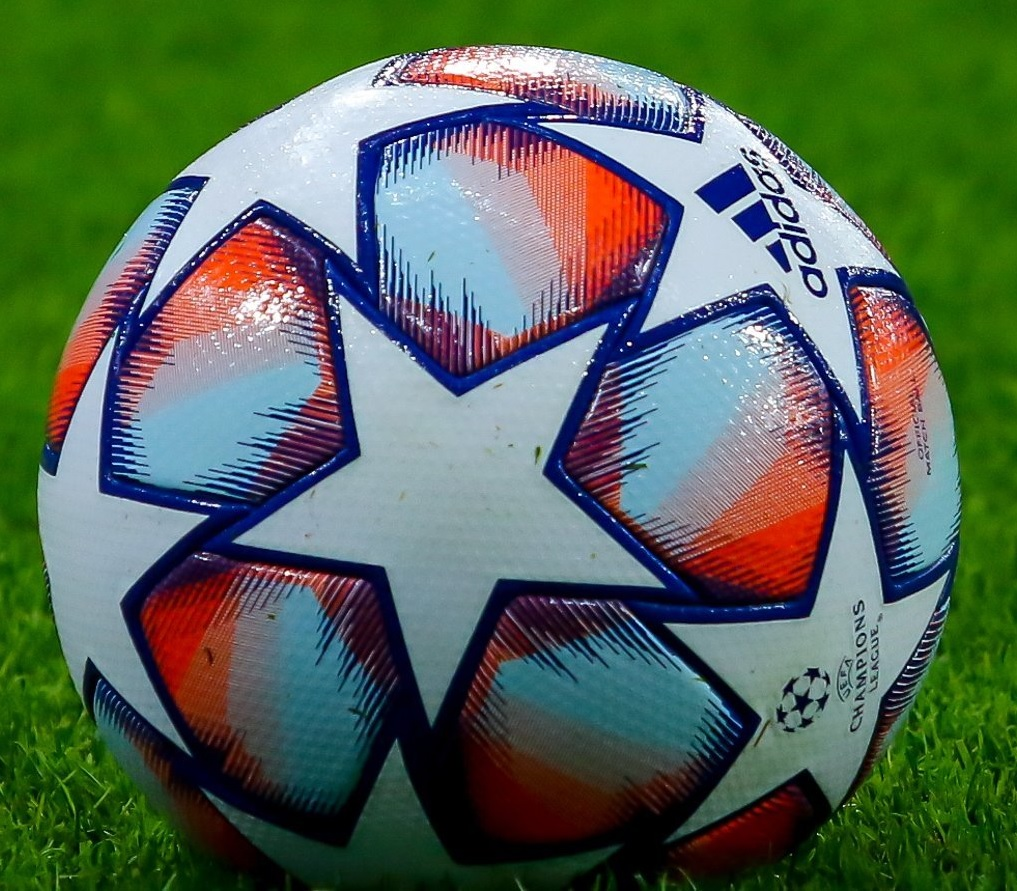
Логотип «starball» включено в дизайн офіційного м’яча змагань Adidas Finale.

Дебютний розіграш найпрестижнішого європейського клубного трофею стартував через місяць після першого Конгресу УЄФА, який відбувся 2 березня 1955 року у Відні. Цікаво, що ідея організації Кубка чемпіонів народилася аж ніяк не в самому футбольному союзі.
Тоді як члени новоутвореного футбольного союзу зосередилися на створенні міжнародних змагань за участю збірних, редактор французької спортивної газети L'Équipe Габріель Ано висловив ідею щодо організації клубного турніру континентального розмаху. Матчі нового кубка Ано разом із колегою Жаком Ферраном запропонували проводити посеред тижня — у середу ввечері.
За правилами, що були обговорені організаторами на початку, заявляти на змагання виключно чемпіонів країн було зовсім не обов'язково — L'Équipe вважала, що до них вигідніше долучати найпопулярніші клуби. Шістнадцять учасників дебютного розіграшу нового турніру цю пропозицію одностайно підтримали на зібранні в Парижі 2-3 квітня 1955 року. 4 вересня у стартовій грі в Лісабоні «Спортінг» і «Партизан» розійшлися миром — 3:3, а в матчі-відповіді в Белграді перемогу з рахунком 5:2 святкували югослави, які й кваліфікувалися до наступного раунду.
Перші п'ять трофеїв дісталися мадридському «Реалу». Іншим клубам пізніше також вдавалися вражаючі серії — «Аякс» і «Баварія», наприклад, вигравали «кубок з великими вухами» тричі поспіль. У той же час говорити про чиєсь довгострокове домінування в найпрестижнішому єврокубку все-таки не варто. Так, на свій четвертий титул після ударного відрізку на початку 1970-х амстердамці чекали 22 роки. А перемога «Реала» в 1998-му стала першим тріумфом мадридців після 32-річної паузи. Мюнхенці ж, здобувши перемогу над «Валенсією» у фінальній серії післяматчевих пенальті сезону 2000/01, перервали 26-річне очікування четвертого трофею.
Окремої згадки, напевне, заслуговують і чотири перемоги «Ліверпуля» в період з 1977 по 1984 роки, тому що всі вони були здобуті чотирма практично різними складами. У 2005 році червона ліверпульська зірка знову зійшла на європейському небосхилі. У неймовірному за напруженням вирішальному поєдинку проти італійського «Мілана» англійці зуміли відіграти три м'ячі, а в серії післяматчевих пенальті схилили шальки терезів на свій бік.
Найбільш титулованими командами в історії Ліги чемпіонів УЄФА є «Реал» та «Мілан». З урахуванням підкорених Кубків чемпіонів скарбничка «Реала» вже містить п'ятнадцять титулів. Другим із сімома перемогами залишається «Мілан», в активі «Ліверпуля» та «Баварії» — шість тріумфів, у «Барселони», що тріумфувала в 2015 році — п'ять. «Мілан» свій останній трофей виграв у розіграші 2006/2007. Пам'ятною є перемога «Мілана» в сезоні 2002/2003: розпочавши турнірний шлях з третього раунду кваліфікації, міланський клуб завершив його післяматчевими пенальті у двобої проти «Ювентуса». До речі, вирішальний післяматчевий пенальті на манчестерському «Олд Траффорд» забив саме Андрій Шевченко.
Переломним моментом у розвитку найпрестижнішого клубного змагання зазвичай вважають сезон 1992/93, коли на зміну Кубку чемпіонів прийшла Ліга чемпіонів. У її розіграші до традиційних раундів плей-оф додався осінній груповий етап, який було випробувано роком раніше. Зростання популярності цих змагань призвело до того, що поступово кількість учасників основної сітки зросла з 8 до 32. Матчі Ліги чемпіонів проводяться по вівторках і середах.

## Регламент турніру
Турнір складається з трьох етапів: кваліфікації, який в свою чергу має три кваліфікаційні раунди і раунд плей-оф; етапу ліги - 36 команд; і плей-оф, де 24 найкращих команд виявляють переможця Ліги чемпіонів в фінальному матчі.

### Кваліфікація
На стадії кваліфікації команди грають за кубковою системою на вибування.
В турнірі є чотири відбіркові раунди (включаючи раунд плей-оф), що являють собою двоматчеві поєдинки, тобто гру вдома й на виїзді. За результатами визначаються останні 10 з 32 учасників групового етапу. У основну сітку ведуть два шляхи: «Шлях чемпіонів» або «Шлях нечемпіонів».
«Шлях чемпіонів»: Перший відбірковий раунд складається з двох двоматчевих поєдинків, в яких беруть участь чемпіони країн, що займають з 50-го по 53-і місця в рейтингу УЄФА. Переможці виходять в другий відбірковий раунд, де їх чекають чемпіони 32 країн УЄФА, які займають місця, що займають в рейтингу, з 17-го по 49-х (окрім Ліхтенштейну). Сімнадцять сильних клубів в третьому відбірковому раунді об'єднуються з переможцями національних асоціацій з місцями в рейтингу від 14-го до 16-го. Потім десять переможців зустрічаються в раунді плей-оф. Двоматчеві дуелі із зустрічами вдома і на виїзді визначать ще п'ятеро учасників групового етапу Ліги чемпіонів.
«Шлях нечемпіонів»: національна асоціація, що займає шосте місце в рейтингу УЄФА, делегує в третій відбірковий раунд третього призера свого чемпіонату. Сюди ж потрапляють срібні призери національної першості країн, які займають в рейтингу УЄФА місця з сьомого по п'ятнадцяте. П'ять переможців отримують пропуск в раунд плей-оф, де їх чекатимуть команди, що зайняли четверті місця в чемпіонатах трьох сильних асоціацій згідно з рейтингом УЄФА, а також володарі бронзових медалей національної першості країн, що займають четверте і п'яте місця в рейтингу УЄФА.
Учасники «Шляху чемпіонів» і «Шляху нечемпіонів» не можуть перетнутися в кваліфікації Ліги чемпіонів.
Команди, що поступилися в третьому відбірковому раунді Ліги чемпіонів, продовжують боротьбу в раунді стикових матчів Ліги Європи УЄФА.
Клуби, які програли в стикових матчах Ліги чемпіонів, попадуть в груповий етап Ліги Європи УЄФА.

### Груповий етап / етап ліги

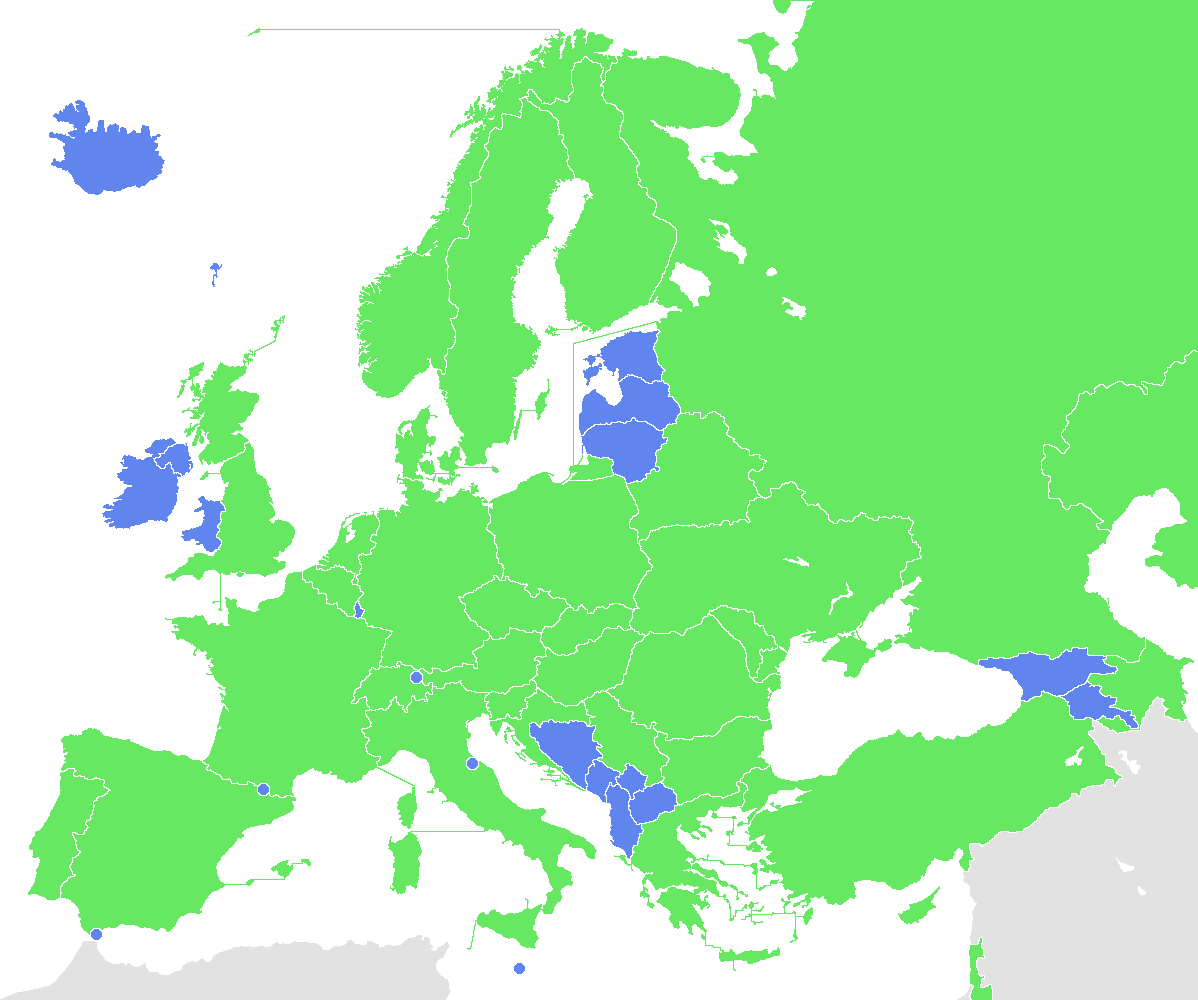
Карта країн-членів УЄФА, команди яких коли-небудь досягали групового етапу/етапу ліги Ліги чемпіонів УЄФА
Країна УЄФА, яка була представлена в груповому етапі/етапі ліги
Країна УЄФА, яка не була представлена в груповому етапі/етапі ліги

З сезону 2024/25 груповий етап замінено на етап ліги.
36 команд діляться на 4 кошики по 9 клубів. Кошики складаються відповідно до клубного рейтингу коефіцієнтів, встановленого перед початком сезону. Кожна команда грає 8 матчів (4 вдома та 4 на виїзді) проти 8 різних команд (по 2 з кожного кошику). Команди з однієї асоціації не можуть бути зведені жеребкуванням одна проти одної, і кожна команда може грати максимум проти двох суперників з будь-якої іншої асоціації.
8 найкращих команд напряму потрапляють до 1/8 фіналу. Команди, які посядуть місця з 9 по 24, змагатимуться в стикових матчах, щоб забезпечити собі участь в 1/8 фіналу. Команди, які посядуть 25-36 місця, припинять виступи в єврокубках і не матимуть доступу до Ліги Європи УЄФА.
До сезону 2024/25, у груповому раунді команди розподілялися по групах, в кожній з яких грали чотири команди. Кожен клуб грав по два матчі з усіма командами своєї групи.
У груповий етап автоматично потрапляли 22 клуби (21 та діючий переможець). Три національні асоціації з найвищим коефіцієнтом у рейтингу УЄФА делегували безпосередньо по 3 клуби. Національні асоціації, що займали в рейтингу місця з четвертого по шосте, отримували дві автоматичні путівки в основну сітку турніру, тоді як асоціації, що розмістилися з сьомого по дванадцяте місця, лише одну.
Команди, що посідали 1-е і 2-е місце у своїх групах, продовжували боротьбу в 1/8 фіналу Ліги чемпіонів. Команди, що посідали треті місця у своїх групах у груповому етапі Ліги чемпіонів, продовжували боротьбу в 1/16 фіналу Ліги Європи. Чотири клуби з найкращими показниками з їх числа вважалися сіяними в жеребкуванні 1/16 фіналу Ліги Європи нарівні з переможцями груп Ліги Європи.

### Плей-оф
В плей-оф команди грають одна з одною двоматчеві протистояння (вдома та на виїзді). Структура сітки плей-оф частково зафіксована заздалегідь за допомогою посіву, при цьому позиції команд у сітці визначаються підсумковим місцем у етапі ліги. Команди з однієї асоціації можуть зустрітися одна з одною в будь-якому раунді.
Механізм жеребкування для кожного раунду такий:
- Під час жеребкування стикових матчів вісім команд, які в етапі ліги посіли 9–16 місця, є сіяними, а вісім команд, які посіли 17–24 місця – несіяними. Жеребкування ділиться на чотири секції на основі попередньо визначеної турнірної сітки, в якій сіяні команди в кожній секції жеребкуються проти одного з двох можливих несіяних суперників. Сіяні команди проводять матч-відповідь вдома.
- Під час жеребкування 1/8 фіналу вісім команд, які в етапі ліги посіли 1–8 місця, є сіяними, а вісім переможців стикових матчів - несіяними. Жеребкування ділиться на чотири секції на основі попередньо визначеної турнірної сітки, в якій сіяні команди в кожній секції жеребкуються проти одного з двох можливих несіяних суперників. Сіяні команди проводять матч-відповідь вдома.
- У 1/4 і 1/2 фіналу точні пари формуються на основі попередньо визначеної турнірної сітки. Жеребкування проводиться тільки для того, щоб визначити, яка команда грає перший матч вдома. Переможець першої пари 1/2 фіналу буде формально домашньою командою в фіналі (для адміністративних цілей, оскільки гра проводиться на нейтральному полі).

Фінал, який проводиться на попередньо визначеному полі, грається в суботу і починається о 20:45 за центральноєвропейським часом. Зазвичай це поле є нейтральним для обох клубів, однак мали місце й винятки: фінал може пройти на домашній арені клубу, який до нього дістався. Таким був, наприклад, фінал Ліги чемпіонів 2011/2012, який відбувся на домашньому стадіоні команди-учасниці фіналу — мюнхенської «Баварії».
До сезону 2024/25 на стадії плей-оф команди грали за кубковою системою по два матчі. Плей-оф починався з 1/8 фіналу і закінчувався фіналом, який складався з одного матчу.

## Українські клуби в Лізі чемпіонів

### Незалежна Україна
Нова історія українського футболу почалася у 1992 році, коли сімферопольська «Таврія» перемогла у чемпіонаті й вийшла до Ліги чемпіонів. Спочатку обіграла «Шелбурн», але далі зазнала поразки від швейцарського «Сьйону».

#### Часи «Динамо»

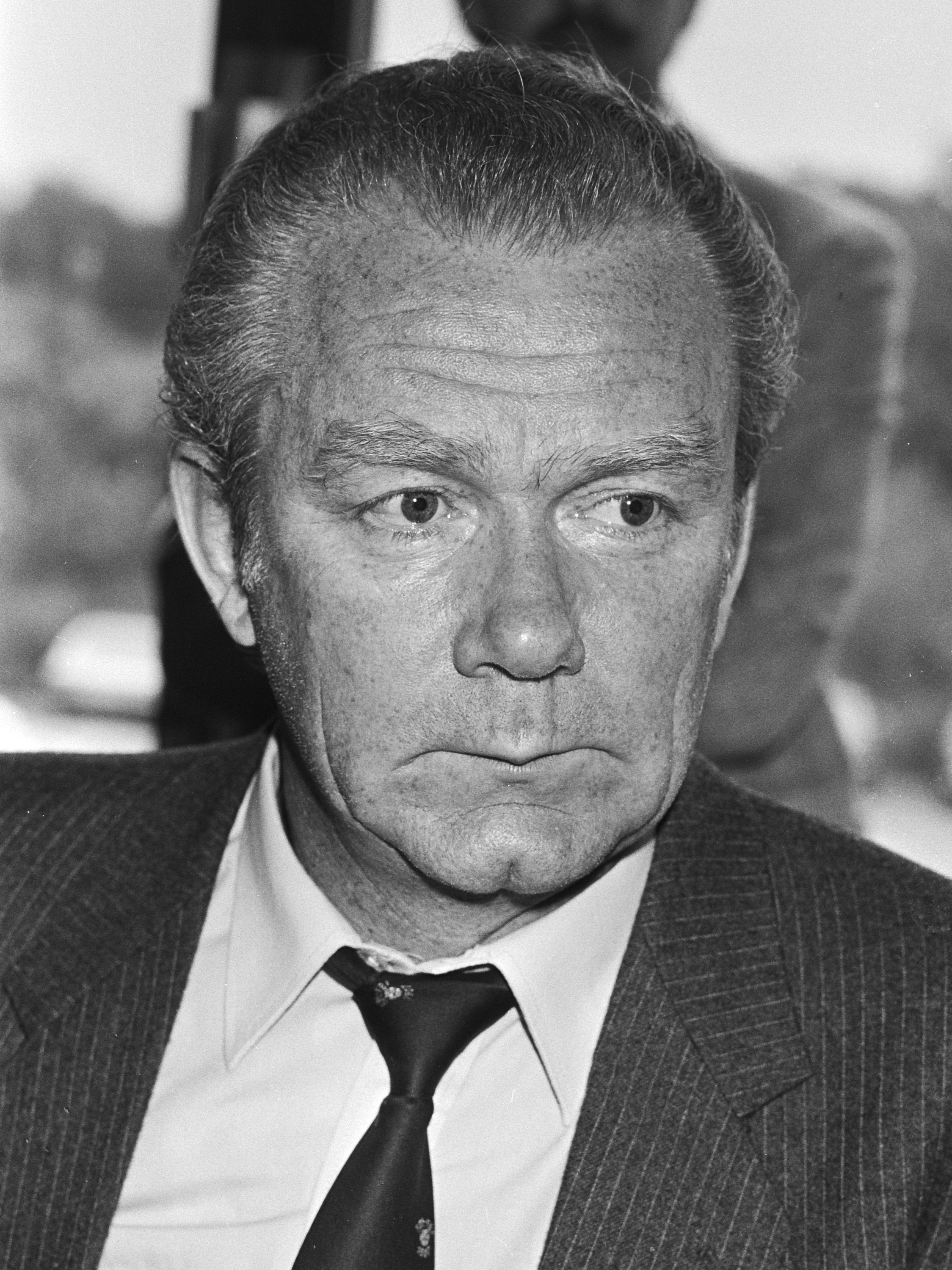
Валерій Лобановський

Далі нашу країну в єврокубках захищало «Динамо». Але у першому раунді вони поступилися каталонській «Барселоні» за сумою двох матчів.
Кияни виступали і в наступному сезоні Ліги чемпіонів. Вони пройшли кваліфікацію, але зайняли останнє місце в групі. Далі київський клуб знову пройшов кваліфікацію сезону 1995/96, перемігши «Ольборг». Але через дискваліфікацію не зіграли у наступному етапі.
У сезоні 1996/97 не подолали кваліфікацію. Зате у наступному сезоні прорвалися до групового етапу і зайняли перше місце. Але у чвертьфіналі поступилися «Ювентусу».
Валерій Лобановський збудував неймовірно сильний склад на наступний сезон. І вже в кваліфікації з рахунком 10:1 за сумою двох матчів «Баррі Таун» вилетів з турніру. А у другому кваліфікаційному раунді «Спарта» довела ситуацію до серії пенальті, де українці перемогли. Далі вийшли з 1 місця у наступну стадію. Перемогли «Реал», але у півфіналі програли. Встановлено рекорд українських клубів у Лізі чемпіонів.
У наступному сезоні динамівці пройшли 1 груповий етап, посівши 2 місце, але у наступному груповому етапі зайняли 3 позицію, програвши «Реалу» в кількості забитих і пропущених м'ячів.

#### 2000—2010
У сезоні 2000/2001 до київського «Динамо» приєднався і «Шахтар». Він добре пройшов кваліфікацію, а у групі посів 3 місце і вийшов в Кубок УЄФА. «Динамо» ж закінчило свій шлях на 4 місці.
Сезон 2001/2002. «Шахтар» вибув у 3-му кваліфікаційному раунді, а біло-сині знову на 4-й сходинці. Але фінал турніру розпочався з хвилини мовчання в честь Валерія Васильовича Лобановського.
Наступний сезон. «Динамо» проходить кваліфікаційний раунд і займає 3 позицію у групі, на відміну від «гірників», які програли в серії пенальті.
Сезон 2003/2004. «Динамо» знову не проривається до наступної стадії. А помаранчево-чорні не проходять кваліфікацію.
2004/2005. Обидва проходять кваліфікацію і вибувають, зайнявши 3 сходинку в своїх групах. Наступного сезону «Шахтар» не брав участі, а «Динамо» вибуло у кваліфікації. 
Сезон 2008/2009. Черговий раз команди не виходять з групи. Але вони зайняли 3 місця й вибули до Кубка УЄФА, де зустрілися в півфіналі. Донеччани виграли трофей і повернулися назад до найкращого європейського турніру. Але не пройшли кваліфікацію. Кияни знову на 4-й сходинці.

#### 2010—наш час
У сезоні 2010/2011 «Динамо» програє кваліфікацію. Але «Шахтар» знову в групі. Вони розгромно перемагають лондонський «Арсенал». Перемагають «Рому» в 1/8. Але зазнають поразки в 1/4 від «Барселони».
У наступному сезоні харківський «Металіст» пройшов кваліфікацію, але через заборону не брав участі в груповому етапі. «Шахтар» зайняв останнє місце в групі й вибув з турніру. В сезоні 2013/14 до Ліги чемпіонів вийшло «Дніпро», однак команда вилетіла в 3-му кваліфікаційному раунді, програвши «Копенгагену», після того команда вийшла до фіналу Ліги Європи де програла «Севільї». В наступному сезоні «гірники» зайняли 2 місце в групі й програли в 1/8 «Баварії».
У сезоні 2015/2016 «Шахтар» проходив кваліфікаційний раунд і потрапив у груповий етап. «Динамо» грало одразу в групі, з якої їм вдалося вийти, а донеччани посіли 3 сходинку. «Динамо» вибуло в 1/8 зазнавши поразки від «Манчестер Сіті».
У сезоні 2016/2017 «Шахтар» вибув у 3-му кваліфікаційному раунді, поступившись «Янг Бойзу», а «Динамо» — на груповому етапі, посівши 4 місце в групі.
У сезоні 2017/2018 клуб «Динамо» вибув на стадії третього кваліфікаційного раунду, поступившись «Янг Бойзу», «Шахтар» же посів друге місце у групі, а потім вибув на стадії 1/8 фіналу, поступившись «Ромі».
У сезоні 2018/2019 клуб «Динамо» програв раунд плей-оф «Аяксу», а «Шахтар» посів 3 місце в групі.
У сезоні 2019/2020 «Динамо» вибуло на стадії третього кваліфікаційного раунду, поступившись «Брюгге», «Шахтар» посідає третє місце у групі, добираючись після цього до півфіналу Ліги Європи.
У сезоні 2020/2021 обидва клуби посіли у своїх групах третє місце.
У сезоні 2021/2022 обидва клуби вперше за 5 років знову посіли 4-те місце.
У сезоні 2022/2023 київське «Динамо» не змогло подолати кваліфікацію, поступившись лісабонській «Бенфіці» у раунді плей-оф. Донецький «Шахтар» посів 3-тє місце в своїй групі.
У сезоні 2023/2024 донецький «Шахтар» посів 3-тє місце в своїй групі. «Дніпро-1» не подолав кваліфікацію поступившись грецькому «Панатінаїкосу» в другому кваліфікаційному раунді.
У сезоні 2024/2025 донецький «Шахтар» посів 27-ме місце на етапі лізі. «Динамо» не подолало кваліфікацію поступившись зальцбурзькому «Ред Буллу» у раунді плей-оф.
У сезоні 2025/2026 Україну у Лізі чемпіонів буде представляти лише один клуб.

## Трофей

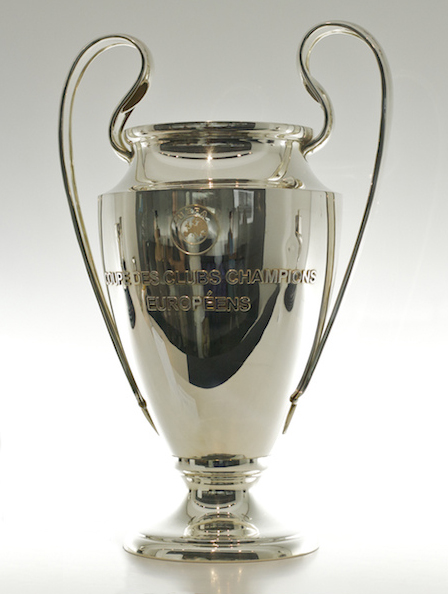
Трофей Ліги чемпіонів

З 2009 року оригінальний трофей залишається в УЄФА назавжди, але клуб-переможець тепер отримує повнорозмірну точну копію кубка з його назвою, що вигравіювана на цій копії. Клуб, що переміг 5 разів загалом або 3 рази поспіль, дістає відзнаку багаторазового переможця. Перший кубок Європейських чемпіонів був переданий турніру французькою газетою L'Équipe. Після того, як «Реал Мадрид» переміг в п'яти розіграшах турніру, він отримав право залишити трофей на вічне зберігання.

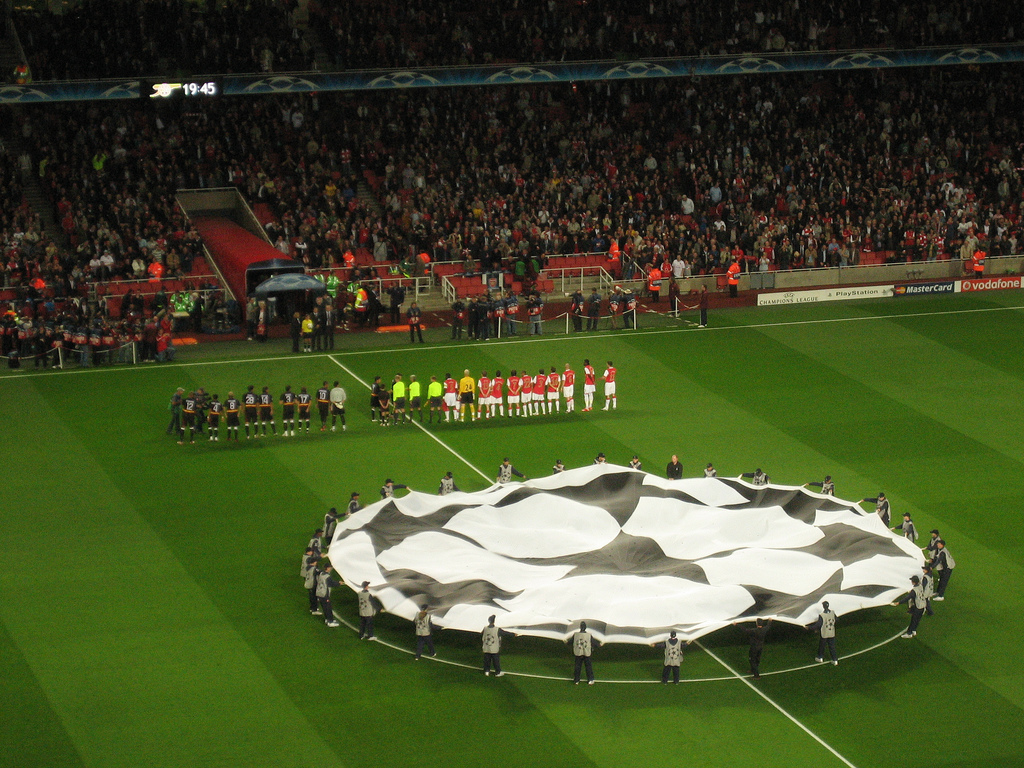
Дві команди шикуються під гімн Ліги чемпіонів УЄФА перед кожним матчем, а в центральному колі майорить прапор із логотипом Ліги чемпіонів «starball».

Наступний кубок дещо відрізнявся дизайном від попереднього. Його створив ювелір Берна — Юрг Штадельманн.
Через оригінальний дизайн ручок кубка в багатьох країнах світу його називають «великі вуха». Іспанський варіант цього прізвиська («la Orejona») дуже популярний у Латинській Америці.

## Гімн
Гімн написаний британським композитором Тоні Бріттеном, випускником Королівського музичного коледжу. У 1992 році йому доручили створити композицію, яка б нагадувала творчість Георга Фрідріха Генделя — великого німецького композитора епохи бароко, котрий протягом тривалого часу жив і працював у Англії. У записі гімну взяли участь Королівський філармонічний оркестр та хор Академії Святого Мартіна. Текст поєднує елементи трьох офіційних мов УЄФА — англійської, французької і німецької.

## Переможці
| Клуб              | Переможець | Фіналіст | Роки фіналів                                                                                               |
| ----------------- | ---------- | -------- | --- |
| Реал Мадрид       | 15         | 3        | 1956, 1957, 1958, 1959, 1960, 1962, 1964, 1966, 1981, 1998, 2000, 2002, 2014, 2016, 2017, 2018, 2022, 2024 |
| Мілан             | 7          | 4        | 1958, 1963, 1969, 1989, 1990, 1993, 1994, 1995, 2003, 2005, 2007                                           |
| Баварія           | 6          | 5        | 1974, 1975, 1976, 1982, 1987, 1999, 2001, 2010, 2012, 2013, 2020                                           |
| Ліверпуль         | 6          | 4        | 1977, 1978, 1981, 1984, 1985, 2005, 2007, 2018, 2019, 2022                                                 |
| Барселона         | 5          | 3        | 1961, 1986, 1992, 1994, 2006, 2009, 2011, 2015                                                             |
| Аякс              | 4          | 2        | 1969, 1971, 1972, 1973, 1995, 1996                                                                         |
| Інтернаціонале    | 3          | 4        | 1964, 1965, 1967, 1972, 2010, 2023, 2025                                                                   |
| Манчестер Юнайтед | 3          | 2        | 1968, 1999, 2008, 2009, 2011                                                                               |
| Ювентус           | 2          | 7        | 1973, 1983, 1985, 1996, 1997, 1998, 2003, 2015, 2017                                                       |
| Бенфіка           | 2          | 5        | 1961, 1962, 1963, 1965, 1968, 1988, 1990                                                                   |
| Челсі             | 2          | 1        | 2008, 2012, 2021                                                                                           |
| Ноттінгем Форест  | 2          | 0        | 1979, 1980                                                                                                 |
| Порту             | 2          | 0        | 1987, 2004                                                                                                 |
| Боруссія Дортмунд | 1          | 2        | 1997, 2013, 2024                                                                                           |
| Гамбург           | 1          | 1        | 1980, 1983                                                                                                 |
| Олімпік Марсель   | 1          | 1        | 1991, 1993                                                                                                 |
| Парі Сен-Жермен   | 1          | 1        | 2020, 2025                                                                                                 |
| Селтік            | 1          | 1        | 1967, 1970                                                                                                 |
| Стяуа             | 1          | 1        | 1986, 1989                                                                                                 |
| Манчестер Сіті    | 1          | 1        | 2021, 2023                                                                                                 |
| Астон Вілла       | 1          | 0        | 1982 |
| ПСВ               | 1          | 0        | 1988 |
| Феєнорд           | 1          | 0        | 1970 |
| Црвена Звезда     | 1          | 0        | 1991 |

1. ↑  Роки перемог виділені жирним шрифтом.

### Українські гравці— переможці Ліги Чемпіонів
| Рік       | Гравець         | Клуб    |
| --------- | --------------- | ------- |
| 2003      | Андрій Шевченко | «Мілан» |
| 2022 2024 | Андрій Лунін    | «Реал»  |

## 25 найкращих команд всіх часів
Станом на 7 травня 2025
| Місце | Клуб                  | Сезони | І   | П   | Н  | Пр  | ЗГ   | ПГ  | Р    | О   | Т  | Ф  | ПФ | ЧФ |
| ----- | --------------------- | ------ | --- | --- | -- | --- | ---- | --- | ---- | --- | -- | -- | -- | -- |
| 1     | «Реал»                | 55     | 503 | 302 | 85 | 116 | 1104 | 558 | +548 | 689 | 15 | 18 | 33 | 40 |
| 2     | «Баварія»             | 41     | 408 | 244 | 81 | 83  | 856  | 404 | +452 | 569 | 6  | 11 | 21 | 35 |
| 3     | «Барселона»           | 35     | 363 | 212 | 79 | 72  | 730  | 381 | +349 | 503 | 5  | 8  | 18 | 26 |
| 4     | «Манчестер Юнайтед»   | 30     | 299 | 161 | 70 | 68  | 545  | 299 | +246 | 392 | 3  | 5  | 12 | 19 |
| 5     | «Ювентус»             | 38     | 311 | 157 | 73 | 81  | 491  | 312 | +179 | 387 | 2  | 9  | 12 | 19 |
| 6     | «Ліверпуль»           | 28     | 258 | 150 | 50 | 58  | 490  | 234 | +256 | 350 | 6  | 10 | 12 | 17 |
| 7     | «Мілан»               | 32     | 283 | 138 | 71 | 74  | 457  | 272 | +183 | 347 | 7  | 11 | 14 | 18 |
| 8     | «Бенфіка»             | 44     | 305 | 136 | 70 | 99  | 503  | 364 | +139 | 342 | 2  | 7  | 8  | 20 |
| 9     | «Порту»               | 38     | 277 | 126 | 61 | 90  | 411  | 312 | +99  | 313 | 2  | 2  | 3  | 11 |
| 10    | «Аякс»                | 39     | 247 | 112 | 64 | 71  | 396  | 282 | +114 | 288 | 4  | 6  | 9  | 13 |
| 11    | «Інтер»               | 26     | 227 | 112 | 60 | 55  | 326  | 222 | +104 | 284 | 3  | 7  | 10 | 14 |
| 12    | «Арсенал»             | 23     | 225 | 115 | 47 | 63  | 382  | 236 | +146 | 277 | 0  | 1  | 3  | 9  |
| 13    | «Динамо» (Київ)       | 40     | 260 | 107 | 57 | 96  | 364  | 321 | +43  | 271 | 0  | 0  | 3  | 9  |
| 14    | «Челсі»               | 19     | 201 | 104 | 53 | 44  | 342  | 181 | +161 | 261 | 2  | 3  | 8  | 12 |
| 15    | «Селтік»              | 39     | 238 | 105 | 44 | 89  | 357  | 302 | +55  | 254 | 1  | 2  | 4  | 7  |
| 16    | «Боруссія» (Дортмунд) | 23     | 197 | 96  | 38 | 63  | 335  | 244 | +91  | 230 | 1  | 3  | 5  | 11 |
| 17    | «Атлетіко» (Мадрид)   | 20     | 180 | 89  | 44 | 47  | 271  | 179 | +92  | 222 | 0  | 3  | 6  | 12 |
| 18    | «Парі Сен-Жермен»     | 18     | 171 | 92  | 30 | 49  | 335  | 196 | +139 | 214 | 0  | 2  | 5  | 9  |
| 19    | ПСВ                   | 32     | 211 | 79  | 52 | 80  | 295  | 280 | +15  | 210 | 1  | 1  | 3  | 8  |
| 20    | «Андерлехт»           | 34     | 200 | 70  | 44 | 86  | 282  | 320 | –38  | 184 | 0  | 0  | 2  | 9  |
| 21    | «Манчестер Сіті»      | 15     | 139 | 77  | 28 | 34  | 294  | 164 | +130 | 182 | 1  | 2  | 4  | 8  |
| 22    | «Црвена Звезда»       | 30     | 167 | 73  | 34 | 60  | 301  | 242 | +59  | 180 | 1  | 1  | 4  | 9  |
| 23    | «Динамо» (Загреб)     | 26     | 170 | 72  | 35 | 63  | 256  | 240 | +16  | 179 | 0  | 0  | 0  | 0  |
| 24    | «Рейнджерс»           | 34     | 179 | 65  | 44 | 70  | 249  | 260 | –11  | 174 | 0  | 0  | 2  | 6  |
| 25    | «Галатасарай»         | 29     | 191 | 63  | 46 | 82  | 239  | 301 | –62  | 172 | 0  | 0  | 1  | 5  |

## Найкращі бомбардири
Станом на 31 травня 2025 
 вказує на те, що гравець виступав в сезонах Кубка європейських чемпіонів.
Гравці, які беруть участь у Лізі чемпіонів УЄФА 2024–2025, виділені жирним.

Наведена нижче таблиця не включає голи, забиті на кваліфікаційному етапі змагань.
| #  | Гравець              | Голи | Матчі | Голів/Матч | Роки      | Клуб(и) (Голи/Матчі) |
| -- | -------------------- | ---- | ----- | ---------- | --------- | --- |
| 1  | Кріштіану Роналду    | 140  | 183   | 0.77       | 2003–2022 | Манчестер Юнайтед (21/59), Реал Мадрид (105/101), Ювентус (14/23)                                                                 |
| 2  | Ліонель Мессі        | 129  | 163   | 0.79       | 2005–2023 | Барселона (120/149), Парі Сен-Жермен (9/14)                                                                                       |
| 3  | Роберт Левандовський | 105  | 133   | 0.79       | 2011–     | Боруссія Дортмунд (17/28), Баварія (69/78), Барселона (19/27)                                                                     |
| 4  | Карім Бензема        | 90   | 152   | 0.59       | 2005–2023 | Ліон (12/19), Реал Мадрид (78/133)                                                                                                |
| 5  | Рауль                | 71   | 142   | 0.5        | 1995–2011 | Реал Мадрид (66/130), Шальке 04 (5/12)                                                                                            |
| 6  | Томас Мюллер         | 57   | 163   | 0.35       | 2009–     | Баварія |
| 7  | Руд ван Ністелрой    | 56   | 73    | 0.77       | 1998–2009 | ПСВ (8/11), Манчестер Юнайтед (35/43), Реал Мадрид (13/19)                                                                        |
| 8  | Кіліан Мбаппе        | 55   | 87    | 0.63       | 2016–     | Монако (6/9), Парі Сен-Жермен (42/64), Реал Мадрид (7/14)                                                                         |
| 9  | Тьєррі Анрі          | 50   | 112   | 0.45       | 1997–2012 | Монако (7/9), Арсенал (35/77), Барселона (8/26)                                                                                   |
| 10 | Ерлінг Голанн        | 49   | 48    | 1.02       | 2019–     | Ред Булл Зальцбург (8/6), Боруссія Дортмунд (15/13), Манчестер Сіті (26/29)                                                       |
| 10 | Альфредо Ді Стефано  | 49   | 58    | 0.84       | 1955–1964 | Реал Мадрид |
| 11 | Андрій Шевченко      | 48   | 100   | 0.48       | 1994–2012 | Динамо Київ (15/26), Мілан (29/59), Челсі (4/15)                                                                                  |
| 11 | Златан Ібрагімович   | 48   | 124   | 0.39       | 2001–2021 | Аякс (6/19), Ювентус (3/19), Інтер Мілан (6/22), Барселона (4/10), Мілан (9/20), Парі Сен-Жермен (20/33), Манчестер Юнайтед (0/1) |

## Транслятори

### Європа
- Австрія: ServusTV, DAZN, Sky Austria
- Азербайджан: CBC Sport
- Албанія: Tring, RTSH
- Вірменія: FastMedia
- Бельгія: RTL, VTM, Proximus
- Болгарія: bTV, A1
- Боснія і Герцеговина: Arena Sport
- Велика Британія: TNT Sports (discovery+)
- Угорщина: MTVA
- Німеччина: DAZN, ZDF
- Гібралтар: Gibtelecom
- Греція: Cosmote TV, MEGA
- Грузія: Setanta, Silknet
- Данія: Viaplay
- Ізраїль: The Sports Channel
- Ірландія: RTE, Virgin, Livescore
- Ісландія: Viaplay, Syn
- Іспанія: Telefonica
- Італія: Mediaset, Sky Italia
- Казахстан: QazSport, Q Sport
- Кіпр: CYTA
- Косово: Arena Sport, Artmotion
- Латвія: Go3
- Литва: Go3
- Ліхтенштейн: blue+, 3+, Sky Austria, ZDF
- Люксембург: RTL, Proximus
- Мальта: PBS, Melita
- Молдова: Setanta, Prime, Jurnal TV
- Нідерланди: RTL, Ziggo Sport
- Норвегія: TV2
- Польша: Polsat
- Португалія: DAZN, TVI
- Росія: Match TV
- Румунія: Clever Media, Digisport, Telekom Romania
- Північна Македонія: Makedonski Telekom, Arena Sport, MTV
- Сербія: Arena Sport
- Словаччина: Markiza, Premier Sport
- Словенія: Pro Plus
- Туреччина: EXXEN, TV8
- Україна: Megogo Футбол, Megogo Спорт
- Фінляндія: MTV Katsomo
- Франція: Canal+, beIN, RMC Sport
- Хорватія: HRT, Arena Sport
- Чорногорія: Arena Sport
- Чехія: TV Nova, Premier Sport
- Швейцарія: blue+, 3+
- Швеція: TV4
- Естонія: Go3

### АфрикатаБлизький Схід
- Близький Схід/Північна Африка beIN
- Нігерія: SuperSport
- Тропічна Африка: SuperSport, Canal+
- Південна Африка: SuperSport

### ПівнічнатаПівденна Америка
- Болівія: Televideo
- Бразилія: SBT, TNT
- Венесуела: La Tele Tuya
- Гаїті: Canal+Гватемала: Televideo
- Гондурас: Telecadena (Canal 7)
- Домініканська Республіка: Televideo
- Канада: DAZN
- Карибський басейн: Flow Sports, Sportsmax
- Коста-Ріка: Canal 7
- Мексика: TNT
- Нікарагуа: Televideo
- Панама: TV Max, RPC
- Парагвай: Televideo
- Перу: Televideo
- Сальвадор: Canal 4
- США: CBS, TUDN
- Центральна Америка: ESPN
- Еквадор: Televideo
- Південна Америка (без Бразилії): ESPN

### АзіятаТихоокеанський регіон
- Австралія: Stan Sport, Channel 9
- Бруней: beIN
- В'єтнам: FPT
- Гонконг: beIN
- Індійський субконтинент: Sony
- Індонезія: SCTV, Champions TV
- Камбоджа: beIN
- Китай: CCTV, iQIYI
- Киргизстан: Q Sport League
- Лаос: beIN
- Макао: TDM
- Малайзія: beIN
- Монголія: Premier Sports
- М'янма: Canal+
- Нова Зеландія: beIN
- Пакистан: Tapmad, Tamasha
- Сингапур: beIN
- Таїланд: beIN
- Тайвань/Китайський Тайбей: Elta Sports
- Тихоокеанські острови: Digicel
- Туркменистан: AlmaSport TV
- Узбекистан: MTRK, Setanta
- Філіппіни: Tap TV
- Південна Корея: SPO TV
- Японія: Wowow